# Milan Begović
Milan Begović (n. 19 ianuarie 1876 - d. 13 mai 1948) a fost poet, romancier, dramaturg croat.

## Opera
- 1896: Poezii ("Pjesme");
- 1900: Cartea Boccadero ("Kniga Boccadero") - poezii;
- 1921: Mici comedii ("Male komedije");
- 1921: "Dunja u kovčegu" - roman;
- 1922: "Svadbeni let" - teatru;
- 1925: Aventurierul de la ușă ("Pustolov pred vratima");
- 1936: "Kvartet" - povestiri;
- 1940: "Giga Barićeva" - roman.